# Solimà I el Magnífic
Solimà I (Trebisonda, 6 de novembre de 1494 - Szigetvár, Hongria, 7 de setembre de 1566) fou el desè soldà de l'Imperi Otomà (1520-1566). A Occident és conegut com a Solimà el Magnífic, mentre que en el món islàmic ho és com a Solimà el Legislador (turc: Kanuni; àrab: القانونى, al‐Qānūnī).
Fill de Selim I, de jove va governar diverses províncies de l'Imperi, i va accedir al sultanat a la mort del seu pare. Ben aviat va iniciar una sèrie d'exitoses campanyes militars a Belgrad, Rodes i Hongria i va assolir una clara hegemonia al Mediterrani Oriental. Després d'haver derrotat i mort Lluís II d'Hongria en la batalla de Mohács, saquejà i ocupà Buda, la capital hongaresa, i imposà vassallatge al principat de Transsilvània, on instal·là Joan Szapolya. Va arribar a assetjar Viena sense èxit en dues ocasions (1529 i 1532), i va exercir un important domini de la zona dels Balcans, establint les bases d'una forta rivalitat amb la Dinastia dels Habsburg que s'allargaria durant segles.
Signada la pau amb Àustria, va dirigir la seva atenció cap a la Guerra otomano-safàvida a l'est, obtenint importants victòries a l'Àsia i assegurant el control de Bagdad i de grans extensions de Mesopotàmia, l'Azerbaidjan i el Golf Pèrsic. Mentrestant a la Mediterrània, hi operaven eficaçment els seus almiralls corsaris Barba-rossa i Turgut Reis, que aprofitaren les rivalitats entre Francesc I de França i Carles V del Sacre Imperi Romanogermànic per assolir una sèrie d'importants victòries contra la Monarquia d'Espanya i el Sacre Imperi a la península Itàlica i a les Illes Balears i asseguraven el control de Tunis i Algèria. No obstant això van ser derrotats al Setge de Malta per l'Orde de l'Hospital.
A l'interior, les rivalitats entre els seus fills i llurs intents de sedició, atiats per les intrigues de l'harem i, especialment, per la seva muller Roxelana, acabaren amb les execucions del primogènit Mustafà (1553) i de Baiazet (1561) i el triomf del futur Selim II.
La seva tasca administrativa és equiparable a les seves victòries militars. Com a estadista, reorganitzà l'administració promulgant un nou codi legislatiu amb un sistema impositiu més just i modern, reduint les penes d'alguns delictes menors i castigant alguns oficials corruptes. Va tenir també una especial atenció a les minories cristianes i jueves que vivien a l'Imperi i va incrementar notablement el nombre de centres educatius. Va ser reconegut per envoltar-se d'excel·lents col·laboradors, els quals solia elegir pels seus mèrits, sense tenir en compte el seu estatus o rang social. Entre aquests destaquen els polítics Pargali Ibrahim Paixà i Damat Rüstem Paixà, l'arquitecte i urbanista Sinan i o el poeta Baki.
Solimà I és reconegut com un dels líders més importants de l'Imperi Otomà que, sota el seu regnat, va arribar a la seva edat d'or i l'apogeu del seu poder i influència.

## Noms alternatius i títols
Solimà era conegut en turc otomà com a سلطان سليمان اول, Sultān Suleimān-i evvel o قانونى سلطان سليمان, Kānūnī Sultān Suleimān i en turc modern com a I. Süleyman (pronunciació tuca: [sylejˈmɑn]) o Kanuni Sultan Süleyman. A l'Orient se'l coneix com «el Legislador» per la seva completa reconstrucció del sistema legal de l'Imperi Otomà. A Occident se'l coneix amb el sobrenom «el Magnífic».

## Família
Solimà I tenia el següent arbre genealògic:
|  |                      |  |  |  |  |  |  |  |  |  |  |  |  |  |  |  |
|  | Murat II             |  |  |  |  |  |  |  |  |  |  |  |  |  |  |  |
|  |                      |  |  |  |  |  |  |  |  |  |  |  |  |  |  |  |
|  |                      |  |  |  |  |  |  |  |  |  |  |  |  |  |  |  |
|  | Mehmet II            |  |  |  |  |  |  |  |  |  |  |  |  |  |  |  |
|  |                      |  |  |  |  |  |  |  |  |  |  |  |  |  |  |  |
|  |                      |  |  |  |  |  |  |  |  |  |  |  |  |  |  |  |
|  | Hüma Hatun           |  |  |  |  |  |  |  |  |  |  |  |  |  |  |  |
|  |                      |  |  |  |  |  |  |  |  |  |  |  |  |  |  |  |
|  |                      |  |  |  |  |  |  |  |  |  |  |  |  |  |  |  |
|  | Baiazet II           |  |  |  |  |  |  |  |  |  |  |  |  |  |  |  |
|  |                      |  |  |  |  |  |  |  |  |  |  |  |  |  |  |  |
|  |                      |  |  |  |  |  |  |  |  |  |  |  |  |  |  |  |
|  | Sittişah Hatun       |  |  |  |  |  |  |  |  |  |  |  |  |  |  |  |
|  |                      |  |  |  |  |  |  |  |  |  |  |  |  |  |  |  |
|  |                      |  |  |  |  |  |  |  |  |  |  |  |  |  |  |  |
|  | Selim I              |  |  |  |  |  |  |  |  |  |  |  |  |  |  |  |
|  |                      |  |  |  |  |  |  |  |  |  |  |  |  |  |  |  |
|  |                      |  |  |  |  |  |  |  |  |  |  |  |  |  |  |  |
|  | Ala al-Dawla Bozkurt |  |  |  |  |  |  |  |  |  |  |  |  |  |  |  |
|  |                      |  |  |  |  |  |  |  |  |  |  |  |  |  |  |  |
|  |                      |  |  |  |  |  |  |  |  |  |  |  |  |  |  |  |
|  | Gülbahar Hatun       |  |  |  |  |  |  |  |  |  |  |  |  |  |  |  |
|  |                      |  |  |  |  |  |  |  |  |  |  |  |  |  |  |  |
|  |                      |  |  |  |  |  |  |  |  |  |  |  |  |  |  |  |
|  | Solimà I             |  |  |  |  |  |  |  |  |  |  |  |  |  |  |  |
|  |                      |  |  |  |  |  |  |  |  |  |  |  |  |  |  |  |
|  |                      |  |  |  |  |  |  |  |  |  |  |  |  |  |  |  |
|  | Hyias-ed-Din         |  |  |  |  |  |  |  |  |  |  |  |  |  |  |  |
|  |                      |  |  |  |  |  |  |  |  |  |  |  |  |  |  |  |
|  |                      |  |  |  |  |  |  |  |  |  |  |  |  |  |  |  |
|  | Hacı I Giray         |  |  |  |  |  |  |  |  |  |  |  |  |  |  |  |
|  |                      |  |  |  |  |  |  |  |  |  |  |  |  |  |  |  |
|  |                      |  |  |  |  |  |  |  |  |  |  |  |  |  |  |  |
|  | Meñli I Giray        |  |  |  |  |  |  |  |  |  |  |  |  |  |  |  |
|  |                      |  |  |  |  |  |  |  |  |  |  |  |  |  |  |  |
|  |                      |  |  |  |  |  |  |  |  |  |  |  |  |  |  |  |
|  | Ayşe Hafsa Sultan    |  |  |  |  |  |  |  |  |  |  |  |  |  |  |  |
|  |                      |  |  |  |  |  |  |  |  |  |  |  |  |  |  |  |
|  |                      |  |  |  |  |  |  |  |  |  |  |  |  |  |  |  |
|  | Zayan Sultan         |  |  |  |  |  |  |  |  |  |  |  |  |  |  |  |
|  |                      |  |  |  |  |  |  |  |  |  |  |  |  |  |  |  |
|  |                      |  |  |  |  |  |  |  |  |  |  |  |  |  |  |  |

Solimà va tenir tres consorts conegudes:
- Gülfem Hatun, filla d'un bei albanès.
- Mahidevran, filla d'un governador circassià.
- Hurrem Sultan, també coneguda com a Roxelana, la seva parella legal amb qui va contraure matrimoni el 1531. Era filla d'un sacerdot de l'Església Ortodoxa Oriental.

Amb aquestes consorts va tenir 10 fills i filles:
- Şehzade Murad – fill de Gülfem que morí infant.
- Şehzade Mustafà – fill de Mahidevran que va ser assassinat per ordre del sultà el 1553.
- Şehzade Ahmed – fill de Mahidevran.
- Raziye Sultan – filla de Mahidevran.
- Şehzade Mehmed – fill de Hurrem (assassinat el 1543).
- Mihrimah Sultan – filla de Hurrem (morta el 1578).
- Şehzade Abdullah – fill de Hurrem.
- Selim II – fill de Hurrem (mort el 1574) que va esdevenir sultà a la mort del seu pare.
- Şehzade Baiazet – fill de Hurrem que va ser assassinat per Seilm amb el suport del seu pare el 1561.
- Şehzade Jihangir – fill amb Hurrem (mort el 1553).

## Joventut

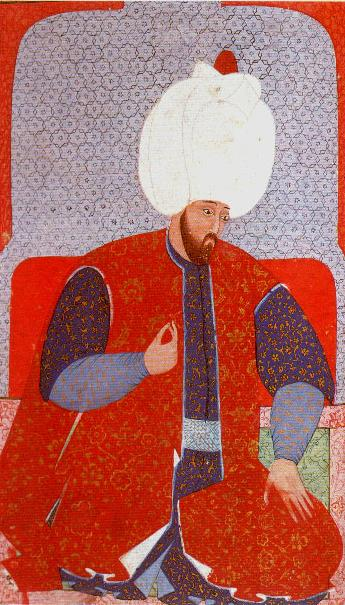
Retrat del jove Solimà al Palau de Topkapı a Istanbul

Solimà va néixer a Trebisonda, a l'actual Turquia, segurament el 6 de novembre de 1494. El seu pare era el sultà Selim I i la seva mare Ayşe Hafsa Sultan. Als 7 anys se'l va enviar a estudiar ciències, literatura, teologia i tàctiques militars a les escoles del Palau de Topkapı a Constantinoble (actual Istanbul). De jove faria amistat amb Pargali Ibrahim Paixà, un esclau que més tard seria un dels seus consellers de confiança.
Als 17 anys va ser nomenat governador de Feodòssia (a Crimea), i més tard de Sarukhan (Manisa) amb un breu període a Adrianòpolis (actual Edirne) cosa que el va fer guanyar experiència en l'administració. Turmentat pels bandits, Solimà va restaurar la llei i l'orde a la província, procés durant el qual va adquirir l'experiència legislativa que més tard li donaria el nom de Kanuni o legislador. Després de la mort del seu pare Selim I (1465–1520) va entrar a Constantinoble per ser coronat com el desè sultà de l'Imperi Otomà a l'edat de 26 anys. El noble venecià Bartolomeo Contarini el descriu de la següent manera:
| « | Tenia 26 anys, era alt i esprimatxat, de complexió delicada. Tenia el coll una mica massa llarg, la cara fina i el nas aguilenc. Lluïa l'ombra d'un bigoti i una petita barba però tenia un aspecte agradable, malgrat la seva pell clara. Es deia que era un home culte i tothom esperava que governés bé. | » |

Alguns historiadors afirmen que de jove tenia admiració per Alexandre el Gran i que va ser influenciat per la seva visió de la construcció d'un imperi mundial que abastés l'Orient i l'Occident, cosa que es reflectiria en les seves campanyes militars posteriors a Àsia, Àfrica, i Europa.

## Campanyes militars

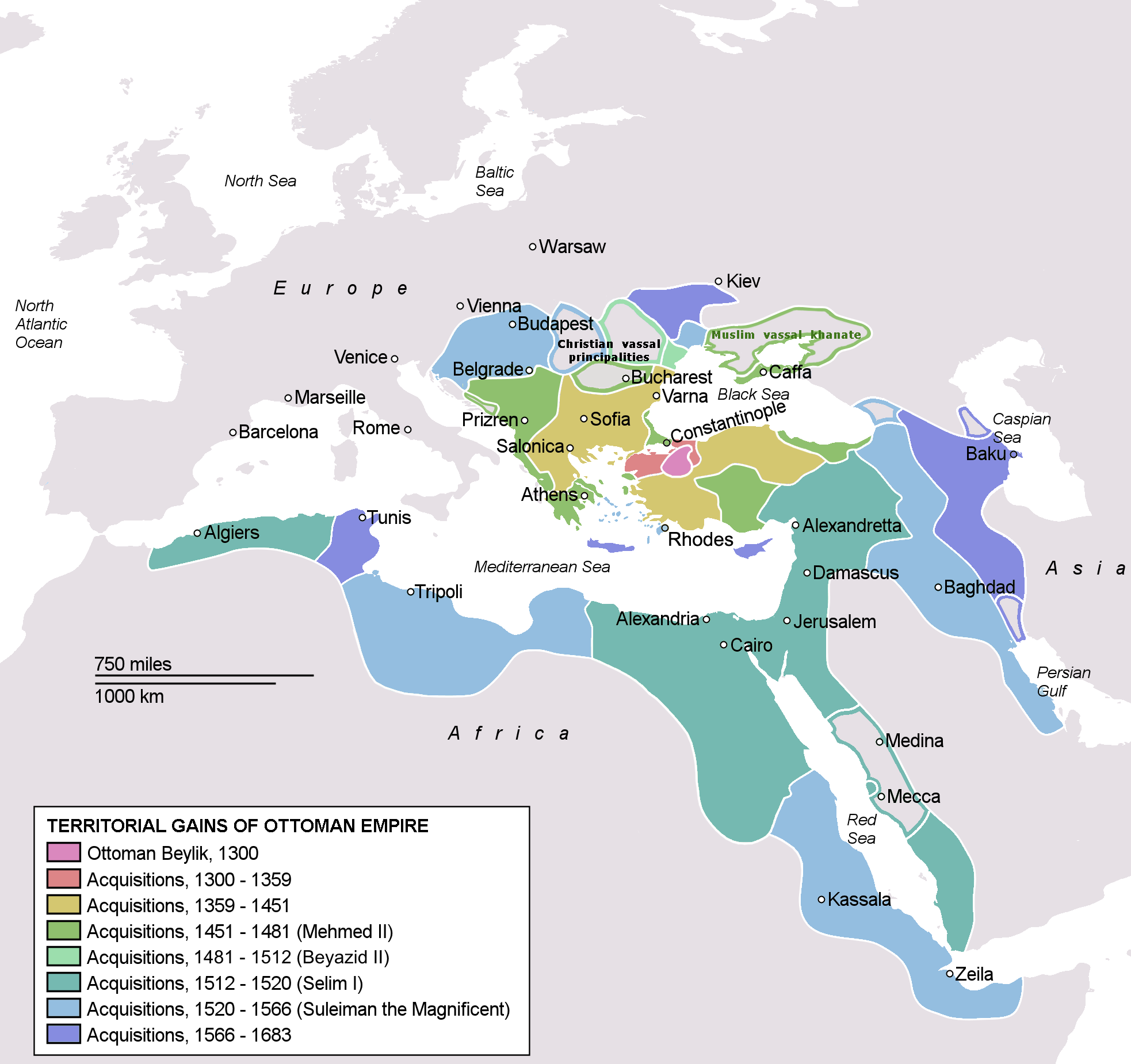
Conquestes assolides pels diferents sultans de l'Imperi Otomà. En temps de Solimà (en verd fort) l'imperi s'estengué fins a ciutats com Belgrad, Rodes, Budapest, Bagdad o Trípoli

### Europa

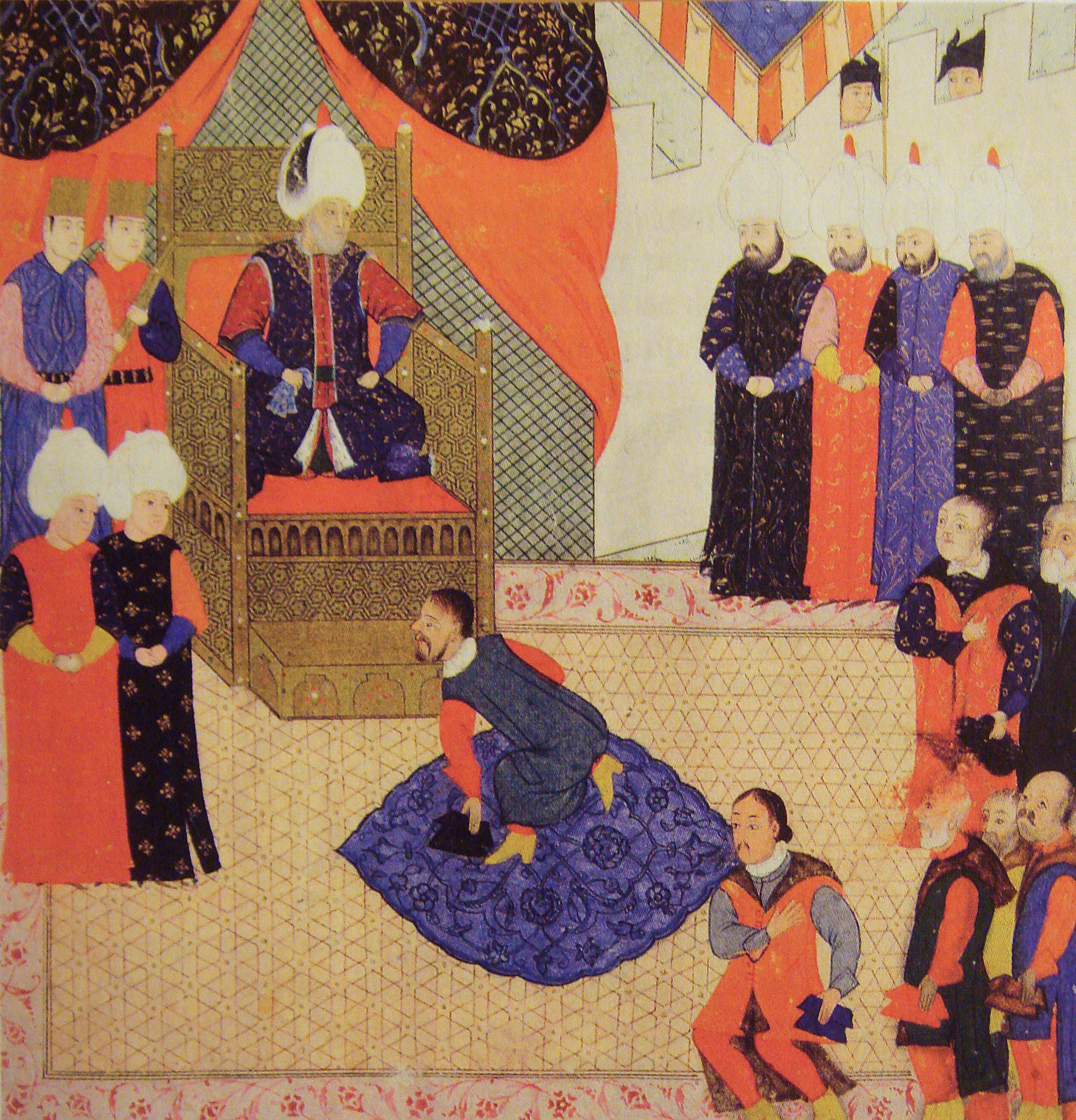
El rei Joan II d'Hongria amb Solimà en una il·lustració de 1556

Després de succeir al seu pare, Solimà va emprendre una sèrie de conquestes militars, començant per reprimir una revolta del governador de Damasc el 1521. Solimà va fer els preparatius per a la conquesta de Belgrad al Regne d'Hongria, campanya en la qual el seu besavi Mehmed II havia fracassat (Setge de Belgrad (1456)). La seva captura va ser molt important per a derrotar els hongaresos, que després de les victòries sobre serbis, búlgars i romans d'Orient, eren l'única força important que podia aturar l'expansió otomana per Europa. Solimà va envoltar Belgrad i va començar a bombardejar-la intensament des d'una illa del Danubi. Amb una guarnició només set-cents homes i sense rebre ajuda d'Hongria, Belgrad va caure l'agost de 1521.
Les notícies de la conquesta de grans places fortes de la cristiandat es van difondre ràpidament per Europa. Com va apuntar l'ambaixador del Sacre Imperi Romanogermànic:
| « | ...la captura de Belgrad va ser l'origen dels dramàtics esdeveniments que desintegraren Hongria. Portà a la mort del Rei Lluís, la captura de Buda, l'ocupació de Transsilvània, la ruïna d'un regne florent i el terror de les nacions veïnes que podrien patir el mateix destí... | » |

El camí per a la conquesta d'Hongria i l'Arxiducat d'Àustria es trobava obert davant seu, però Solimà va dirigir la seva atenció cap a l'illa mediterrània de Rodes, la principal base de l'Orde Hospitaler, ja que la seva proximitat a l'Àsia Menor i a Orient li havia causat molts problemes a l'Imperi. L'estiu de 1522, aprofitant la flota que havia heretat del seu pare, va liderar personalment uns 400 vaixells i 100.000 homes des de l'Àsia Menor en direcció a l'illa. Després d'un setge de cinc mesos de setge en 1522, en els quals es van produir brutals enfrontaments, Rodes va capitular i Solimà va permetre als Cavallers de Rodes que marxessin cap a Malta, on van acabar establint la seva nova base.
Després del deteriorament de les relacions entre Hongria i l'Imperi Otomà, Solimà va reprendre la seva campanya a l'Europa Oriental i el 29 d'agost de 1526 va derrotar Lluís II d'Hongria (1506-26) en la Batalla de Mohács. La resistència hongaresa es va desplomar i l'Imperi Otomà va passar a ser la potència més poderosa de l'Europa Oriental. Després de trobar el cos inert de Lluís II, Solimà lamentà la seva mort.
| « | Vaig alçar-me en armes contra ell, però no era el meu desig que morís així, abans de provar les mels de la vida i del tron. | » |

Mentre es trobava en plena campanya a Hongria, algunes tribus Yörük d'Anatòlia van intentar revoltar-se sense èxit sota el lideratge de Kalender Çelebi.
Després de l'enfonsament del Regne d'Hongria va aflorar una lluita de poder. Alguns nobles hongaresos van proposar que Ferran I d'Habsburg (1503-64), governador de la veïna Àustria i unit a la família de Lluís II per llaços de sang, fos el rei d'Hongria, citant acords previs que determinaven que els Habsburg ocuparien el tron hongarès si Lluís moria sense hereus. Tanmateix, altres nobles preferien al noble Joan Szapolya, que comptava amb el suport de Solimà, i que no va ser reconegut per les potències europees cristianes. Es va desencadenar un conflicte a tres bandes quan Ferran I va tractar d'imposar el seu domini sobre tot el territori d'Hongria que va poder ocupar, i els fets conduïren en la divisió del regne el 1541. Solimà reclamà la major part de la moderna Hongria, coneguda com la gran plana Hongaresa i després d'eliminar l'amenaça de Stephen Maylad, col·locà la família Szapolya en el govern de Transsilvània, que convertí en vassalla del seu imperi. Ferran va reclamar l'Hongria Reial, que incloïa les actuals Eslovàquia, Croàcia Occidental i els territoris adjacents, fixant temporalment la frontera entre els Habsburg i els otomans.
Sota el comandament de Carles V i el seu germà Ferran, l'arxiduc d'Àustria, els Habsburg van reocupar Buda. El 1529 Solimà marxà un cop més per la vall del Danubi, i a la tardor següent reocupà la ciutat i assetjà Viena. Va ser l'expedició més ambiciosa de l'Imperi Otomà i l'apogeu de la seva expansió occidental. Amb una guarnició reforçada d'uns 16.000 homes els austríacs van derrotar-lo per primer cop i van plantar així les llavors de la rivalitat entre els otomans i els Habsburg, que va perdurar fins al segle xx. Solimà intentà conquerir Viena per segona vegada el 1532, però fracassà de nou per culpa d'un setge massa llarg a Güns que els impedí continuar l'expedició. En ambdós casos, les expedicions otomanes van ser assotades pel mal temps, que els va forçar a deixar enrere equipament essencial per al setge, i les seves forces patiren el fet de tenir unes línies de subministraments molt febles.
El 1540, morí Joan Szapolya i el conflicte a Hongria es va reprendre amb un nou setge Habsburg a Buda el 1541. Després de ser rebutjats i de perdre diferents fortaleses a Hongria, Ferran i el seu germà Carles V es van veure obligats a firmar un tractat humiliant de cinc anys amb Solimà. Ferran va renunciar així a les seves aspiracions sobre el Regne d'Hongria i es va veure obligat a pagar una suma anual fixa al sultà per les terres hongareses que seguien sota el seu control. A un nivell més aviat simbòlic, el tractat es refereix a Carles V no com a «Emperador», sinó en termes bastant més senzills com a «Rei d'Espanya», cosa que porta a considerar Solimà el veritable «Cèsar».
Amb els seus principals rivals europeus sotmesos, Solimà assegurà que l'Imperi Otomà adquirís un paper fonamental en el panorama polític europeu.

### Àsia

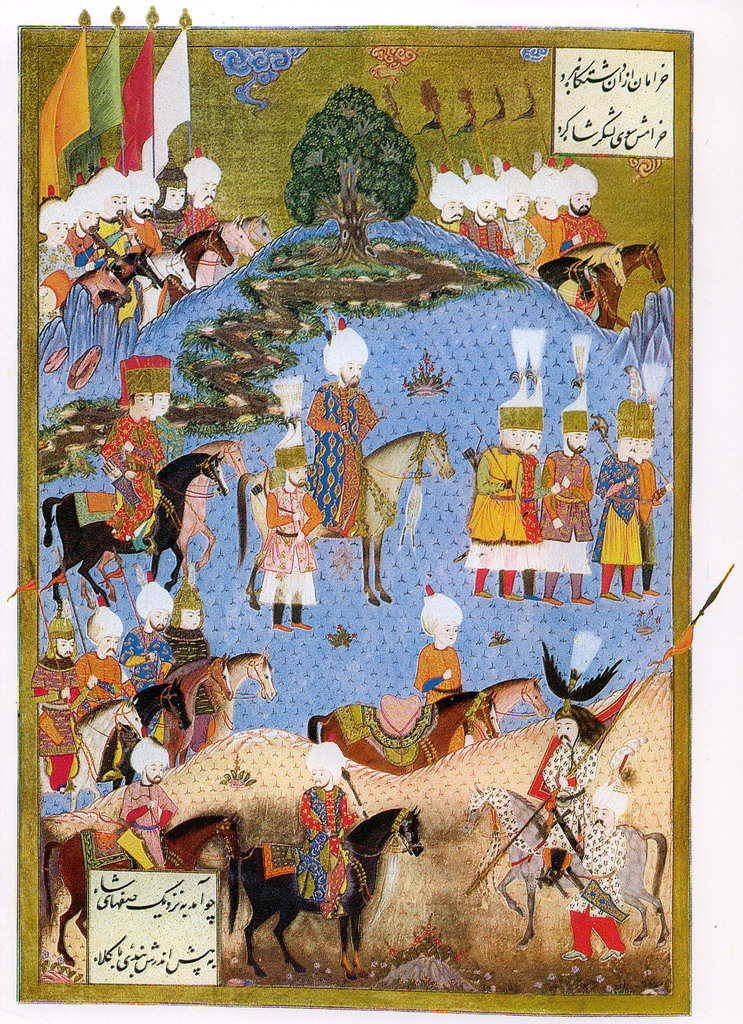
Miniatura que mostra Solimà I marxant amb l'exèrcit a Nakhtxivan (a l'actual Azerbaidjan), l'estiu de 1554.

Després de consolidar les fronteres europees, Solimà va dirigir la seva atenció a l'amenaça perenne que representava el Xa de la dinastia safàvida de Pèrsia. Hi va haver dos esdeveniments concrets que van precipitar l'increment de la tensió. En primer lloc el Xa Tahmasp I va assassinar el governador de Bagdad, lleial a Solimà, que va ser reemplaçat per un partidari del Xa. En segon lloc, el governador de Bitlis havia jurat fidelitat als safàvides. El 1533, Solimà va ordenar al seu Gran Visir Pargali Ibrahim Paixà que liderés un exèrcit que va recuperar Bitlis i va ocupar Tabriz sense trobar-hi resistència. Després d'unir-se a Ibrahim el 1534, Solimà s'internà dins de Pèrsia, on es va trobar que el Xa sacrificava territori per evitar presentar batalla, fet que portava com a conseqüència un afebliment de les hosts otomanes que havien de creuar unes regions molt dures. L'any següent, Solimà i Ibrahim van fer una entrada triomfal a Bagdad, ciutat que va restar sota el seu comandant, fet que va consolidar a Solimà com a líder del món islàmic i legítim successor dels califes abbàssides.
Tractant de derrotar de manera definitiva el Xa, Solimà es va embarcar en una segona campanya entre 1548 i 1549. Com en l'anterior, el Xa Tahmasp I va evitar la confrontació amb l'exèrcit otomà i va procedir a retirar-se, exposant l'exèrcit otomà al dur hivern del Caucas. Solimà va abandonar la campanya amb les recompenses temporals de Tabriz i l'Azerbaidjan, la presència a la província de Van i alguns forts a Geòrgia.
El 1553 va escometre la seva tercera i última campanya contra el Xa. Després de perdre inicialment territoris a Erzurum davant del fill de Tahmasp, Solimà contraatacà i recuperà Erzurum, creuant l'Eufrates i devastant diverses zones de Pèrsia. L'exèrcit del Xa va prosseguir la seva estratègia d'evitar als otomans fins que s'arribà un estancament en el qual cap exèrcit podia guanyar. El 1554 es va signar la pau d'Amasya que tancava la guerra pel qual Solimà abandonaria les campanyes asiàtiques, tornaria Tabriz però asseguraria Bagdad, la Mesopotàmia inferior, les desembocadures de l'Eufrates i el Tigris i part del Golf Pèrsic. El Xa també va prometre cessar totes les incursions en territori Otomà. La pau va durar 30 anys, fins que es va trencar durant el regnat de Murat III.

### Oceà Índic

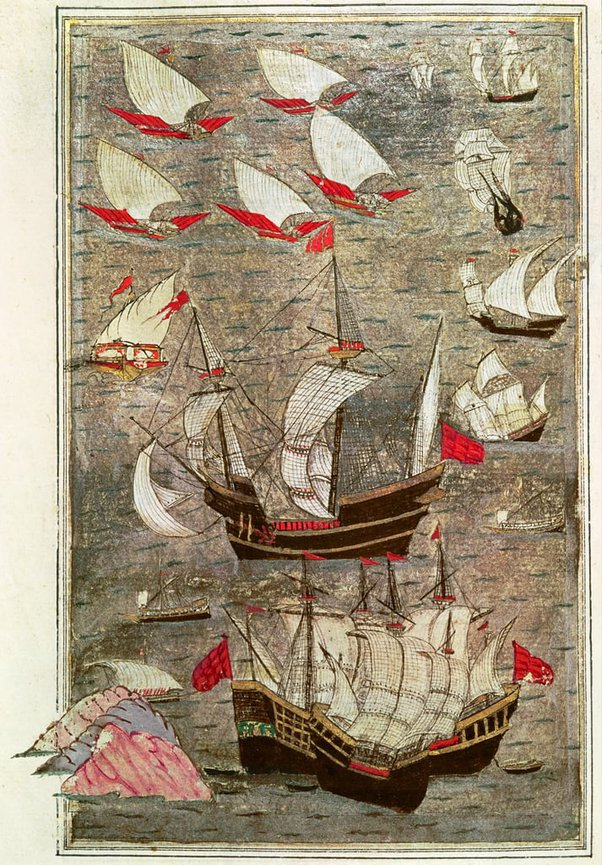
Flota otomana a l'oceà Índic en una representació del. Els tres turons de l'esquerra representen la ciutat d'Aden

Les expedicions portugueses, que travessaven el Cap de Bona Esperança i s'assentaren en territoris de l'actual Moçambic i Àfrica oriental, es disputaren el control de l'oceà Índic amb els otomans durant bona part del segle xvi.
Els vaixells otomans havien estat navegant per 'Oceà Índic des del 1518 i se sap que almiralls de l'Imperi com Hadim Süleyman Paixà o Sidi Ali Reis havien navegat fins a ports de l'Imperi Mogol a l'oest de l'Índia com Thatta, Surat o Janjira. També se sap que l'emperador mogol Akbar va intercanviar-se sis documents amb Solimà.
Solimà va iniciar diverses campanyes navals contra els portuguesos a l'oceà Índic, en un intent d'eliminar-los i restablir el comerç amb l'Índia. Els otomans van aconseguir conquerir Aden (a l'actual Iemen) el 1538, amb la finalitat de proporcionar una base per a les incursions otomanes contra les possessions portugueses a la costa occidental de les actuals Pakistan i l'Índia. Els otomans van patir una important derrota el setembre de 1538 durant el setge de Diu, fet que els va portar a retirar-se de nou a Aden, ciutat que van fortificar, amb 100 peces d'artilleria. Des d'aquesta fortificació, Süleyman Paixà va aconseguir prendre el control de tot el territori del Iemen, conquerint també la ciutat de Sanà. No obstant això una revolta d'Aden en connivència amb els portuguesos, va permetre a aquests prendre de nou el control de la ciutat fins a la seva reconquesta el 1548 per part de Piri Reis. Finalment el mateix Piri Reis va comandar una flota que es va dirigir cap a l'Oceà Índic, aconseguint la captura de la ciutat de Muscat el 1552. Solimà va aconseguir disputar el control de les rutes comercials de l'Índia i mantenir un important nivell de comerç amb l'Imperi Mogol al llarg del segle xvi.
Entre 1526 i 1543, Solimà va enviar més de 900 soldats turcs per lluitar al costat dels somalis liderats per Ahmad ben Ibrahim al-Ghazi d'Adal durant la Guerra Abissínia-Adal. El 1559, després de la primera guerra Ajuran-portuguesa, l'Imperi Otomà absorbiria el debilitat soldanat d'Adal. Aquesta expansió va solidificar el domini otomà a Somàlia i a la Banya d'Àfrica així com la seva influència a l'oceà Índic on, juntament amb el seu aliat l'Imperi Ajuraan, va combatre durant anys els portuguesos.
El 1564, Solimà va rebre una ambaixada d'Aceh (a l'actual Indonèsia), sol·licitant l'ajut otomà contra els portuguesos. Com a resultat d'això, es va posar en marxa una expedició otomana cap aquesta ciutat, que va ser capaç de proporcionar un ampli suport militar als seus habitants. L'imperi Ajuuraan que controlava parts de les actuals Somàlia i Etiòpia també va aliar-se amb els otomans en contra del domini portuguès de la regió, encunyant les seves pròpies monedes per significar la seva independència econòmica.

### El Mediterrani i el nord d'Àfrica

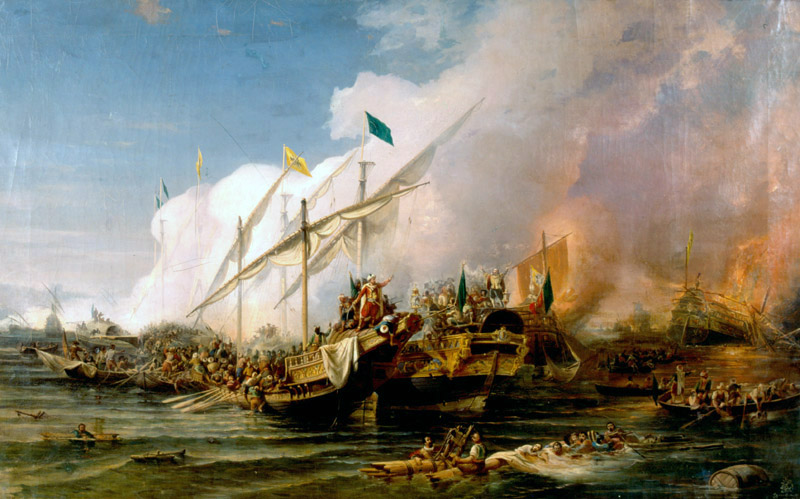
Barba-rossa, nomenat pel Solimà almirall en cap de la flota otomana va derrotar la Lliga Santa de Carles V sota el comandament d'Andreu Doria en la batalla de Préveza a 1538

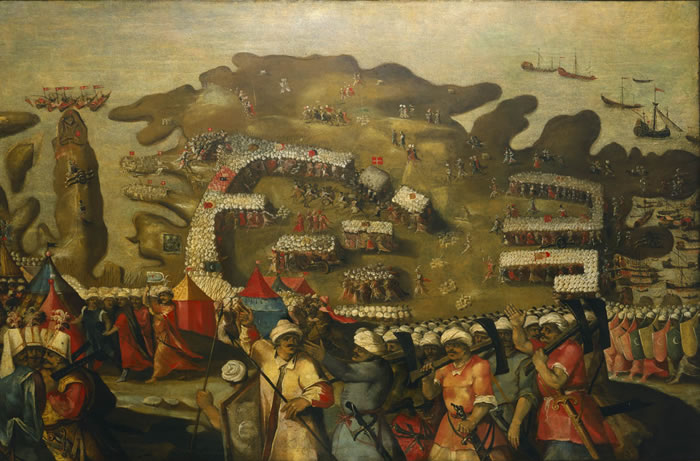
El setge de Malta de 1565. Arribada de la flota turca, per Matteo Perez d'Aleccio

Després de consolidar les seves conquestes per terra als balcans, Solimà va rebre la notícia que la fortalesa de Coró, al Peloponès, havia estat atacada per Andreu Doria, almirall de Carles V. La presència espanyola a la Mediterrània Oriental preocupava Solimà, ja que era una mostra de les intencions de Carles V d'enfrontar-se al domini otomà de la regió. Després de reconèixer la necessitat de reforçar el paper de la flota turca a la Mediterrània, Solimà nomenà Khair ad Din, conegut a Europa com a Barba-rossa, almirall en cap de l'Imperi. Barba-rossa va rebre l'encàrrec de reconstruir la flota otomana fins a igualar el poder naval de la resta de potències mediterrànies juntes.
El 1535, Carles V va obtenir una important victòria contra els otomans a Tunis, però el 1536, Francesc I de França s'alià amb Solimà per combatre Carles V. El 1538 la flota espanyola va ser derrotada en la batalla de Préveza per la flota de Barba-rossa, i aquest esdeveniment va assegurar el control otomà del Mediterrani Oriental durant els següents 33 anys, fins a la seva derrota en la batalla de Lepant (1571).
El 1538, Francesc I va signar un tractat de pau amb Carles V, però es va aliar novament amb Solimà el 1542. Com a resultat d'això, Solimà va enviar 100 galeres sota el comandament de Barba-rossa que van combatre amb els francesos a la Mediterrània Occidental. Barba-rossa va assolar la costa de Nàpols i de Sicília abans d'arribar a Toló, a la costa occitana, on Francesc els havia autoritzat a establir la seva base. Durant aquesta mateixa campanya, les forces franco-otomanes van assetjar Niça sense èxit.
El 1543 Carles V es va aliar amb Enric VIII d'Anglaterra i va forçar Francesc a signar la Treva de Crepy-en-Laonnois. Carles va haver de signar per aquest motiu un tractat humiliant amb Solimà per suspendre temporalment la seva aliança i donar-se una treva davant les enormes despeses de la guerra.
El 1544, Espanya va declarar la guerra a França i el rei francès va demanar ajuda a Solimà; que va enviar una flota liderada per Barba-rossa que va sortir victoriosa davant els espanyols i va aconseguir recuperar Nàpols. Solimà li va donar el títol de Beyle Bey (Commandant de comandants). Un resultat d'aquesta aliança va ser l'aferrissada lluita entre Turgut Reis i Andreu Doria, que va deixar el nord i el sud del Mediterrani en mans musulmanes. La flota otomana del corsari Barba-rossa va sortir victoriosa a Alger, Tunísia i Trípoli (1551).
A l'est del Marroc, Solimà es va annexionar grans extensions de territori nord-africà. Els estats barbarescs de Tripolitània, Tunísia i Algèria van passar a ser províncies autònomes de l'Imperi, i van ser també un altre escenari del conflicte entre Solimà i Carles V. Els actes de pirateria duta a terme des d'aquests estats van passar a ser una part dels conflictes entre otomans i espanyols, com per exemple l'Any de sa Desgràcia a Menorca, on Pialí Baxà i Turgut Reis desolaren Ciutadella i la resta de l'illa el 1558.
Quan, cap al 1560, els cavallers de l'Orde de Malta s'instal·laren al Regne de Malta les seves accions contra els navilis musulmans van despertar la ira de l'emperador otomà, que va manar un altre gran exèrcit per expulsar-los. El 1565 van envair l'illa i s'inicià el gran Setge de Malta, que va començar el 18 de maig i va acabar el 8 de setembre, i va quedar ben representat en els frescos de Matteo Perez d'Aleccio. Al principi la batalla semblava una rèplica de l'atac a Rodes mig segle abans, amb la majoria de les ciutats destruïdes i la meitat dels cavallers morts en combat, però les forces espanyoles van anar a ajudar-los, amb el resultat de la pèrdua de 30.000 soldats otomans.
La conseqüència d'aquests esdeveniments fou que Solimà tornés a dirigir l'atenció cap a Hongria. Va morir a causa de la pesta, com molts dels seus soldats, en el curs del setge de Szigetvár (Hongria), el 5 o el 6 de setembre de 1566, poc abans de la victòria otomana.

## Tasca administrativa

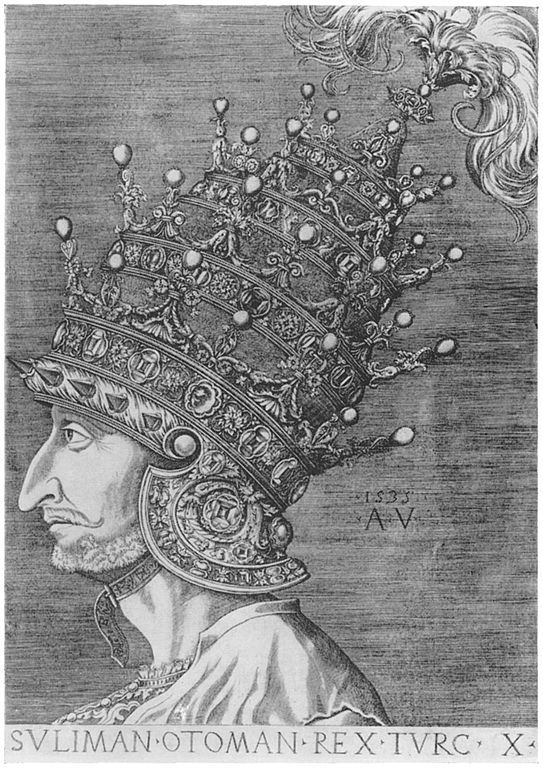
Gravat d'Agostino Veneziano de Solimà el Magnífic. S'hi pot observar els quatre nivells del casc, que havia encarregat a Venècia, com a símbol del poder imperial i que sobrepassen la tiara papal de tres nivells. Es tracta d'una mostra atípica de casc per a un sultà otomà i que probablement mai no va portar en el dia a dia, sinó que el col·locava al seu costat quan rebia als visitants, sobretot als ambaixadors. Estava coronat per una enorme ploma.

Encara que el Sultà Solimà a Occident era conegut amb el sobrenom del Magnífic, entre els otomans se l'anomenava Kanuni (el legislador). Segons Kinross:
| « | No només va ser un gran estrateg, un home d'espasa, com ho havien estat el seu pare i el seu avi. Es distingí d'ells en què era també un home de ploma. Va ser un gran legislador, que destacava davant els ulls de la seva gent com un sobirà intel·ligent i un magnànim exponent de la justícia. | » |

La llei de l'Imperi es basava en la Xaria que, en ser la llei divina de l'islam, estava fora de la jurisdicció del sultà. Però una àrea de la legislació, coneguda com el Kanuns (legislació canònica) depenia del desig del sultà. El Kanuns cobria àrees com la llei criminal, la tinença de terres i la taxació. En aquest context, Solimà va tractar de reformar la legislació per adaptar-la a un imperi en transformació. Va recollir molts dels decrets que havien estat emesos pels nou sultans que el van precedir i després de l'eliminació de duplicacions, i de descartar les declaracions contradictòries, va emetre un únic codi legal creat amb especial cura per no violar els principis bàsics de l'islam. En aquesta tasca va comptar amb el suport del Gran Muftí Khodja Čelebi, un important erudit que també va servir al seu successor Selim II.
Solimà va parar una atenció especial a la urgent situació dels Raya, cristians que treballaven la terra dels Sipahis. Al Siu Kanun Raya (Codi dels Raya), va reformar els impostos i les taxes a pagar pels Raya, elevant el seu estatus fins al punt en què alguns cristians serfs va emigrar als territoris turcs per beneficiar-se de les reformes. També va tenir un paper molt important en la protecció dels jueus que vivien a l'imperi. A més, Solimà promulgà noves legislacions criminals, prescrivint un conjunt de multes per ofenses específiques, reduint així els casos castigats amb la mort o la mutilació. Es van instaurar nous impostos que gravaven béns, com animals, mines, productes del comerç, importació i deures d'exportació. Es van produir també diverses confiscacions de les propietats d'oficials corruptes.
L'educació va ser una altra àrea important per al sultà. Les escoles religioses adjuntes a les mesquites obtenien els seus fons de fundacions religioses, cosa que proporcionava una educació gairebé gratuïta per als nois musulmans, a diferència del que passava a la majoria de països cristians de l'època. A la capital va incrementar el nombre de mektebs, una mena d'escoles primàries, fins a arribar a catorze. En elles s'ensenyava als nens a llegir, escriure i els principis de l'islam. Els nens que desitjaven rebre més educació podien entrar en una de les vuit madrasses, on se'ls instruïa en gramàtica, metafísica, filosofia, astronomia i astrologia, entre d'altres. Les madrasses proporcionaven una educació de categoria universitària, i els graduats podien ser imams o professors. Els centres educatius solien ser un dels diversos edificis que envoltaven les mesquites on també hi havia biblioteques, refectoris, fonts, cuines i hospitals públics.
Solimà va ser reconegut com un governant just, que va triar als seus subordinats en funció del seu mèrit en comptes del seu estatus social o popularitat. L'ambaixador austríac, Ghiselain de Busbecq, va escriure sobre ell:
| « | ...en realitzar nomenaments el sultà no presta atenció a cap pretensió per qüestions de riquesa o rang, ni pren en consideració les recomanacions de la popularitat; considera cada cas pels seus propis mèrits i examina acuradament el caràcter, la capacitat i la disposició de l'home per la promoció que es tracta. | » |

Amb Solimà, les lleis Kanun van arribar al seu màxim desenvolupament i el codi legal va passar a anomenar-se Kanun-i Osmanli, o «Lleis otomanes» que van ser vigents durant més de tres segles.

## Assoliments culturals

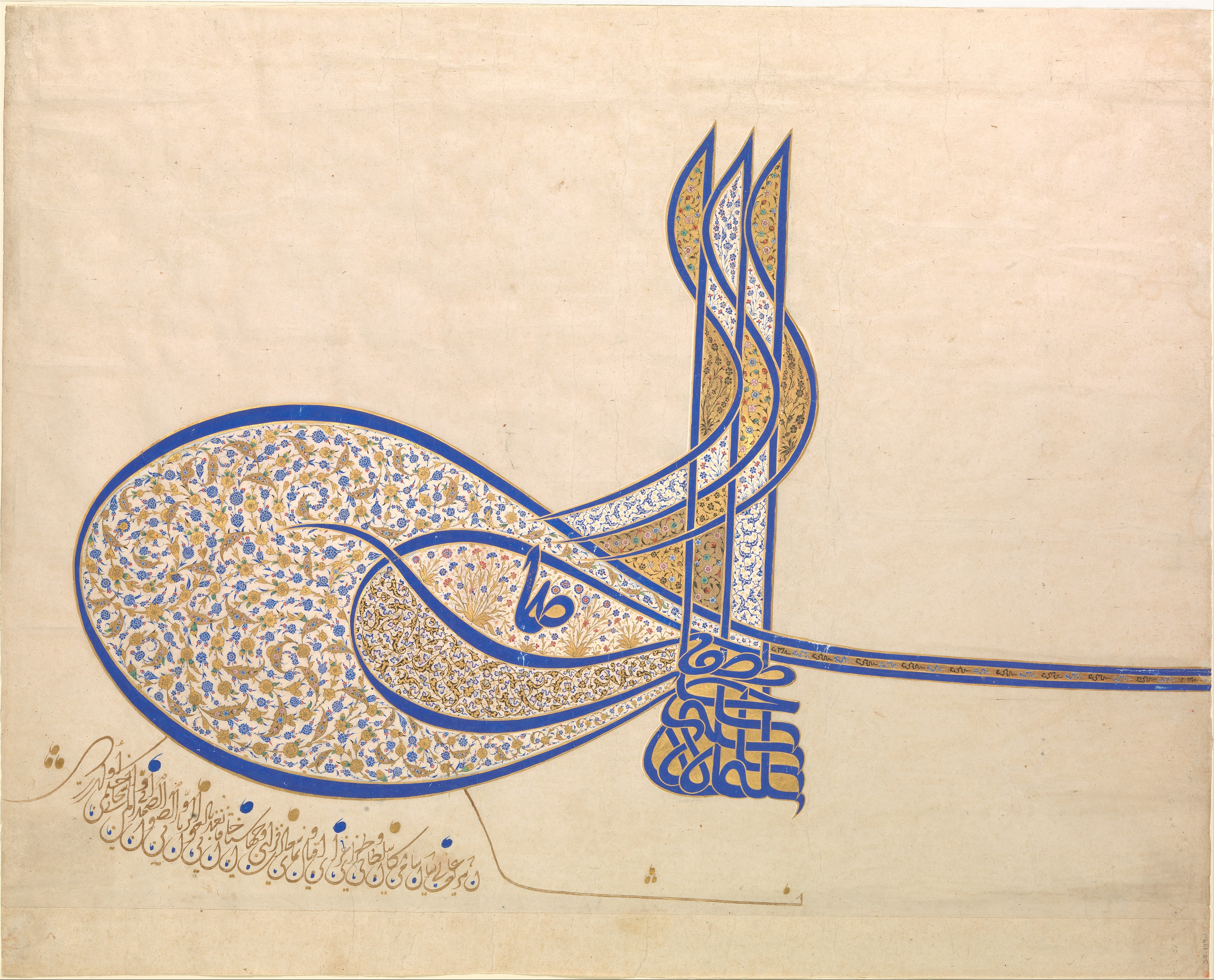
Tughra de Solimà el Magnífic

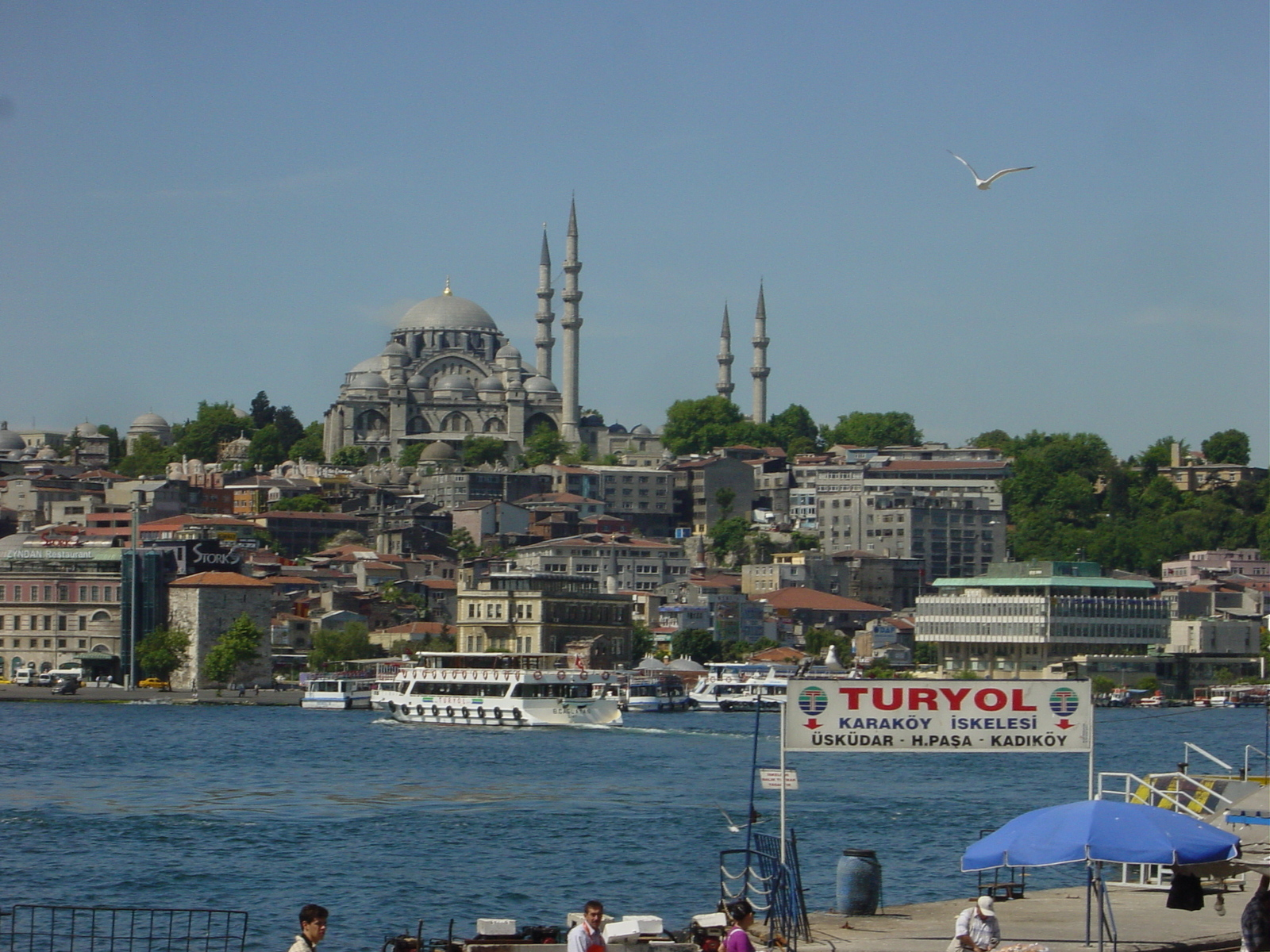
La Mesquita de Solimà a Istanbul, construïda per l'arquitecte Sinan, on descansen les restes del sultà.

Amb el mecenatge de Solimà, l'Imperi Otomà va assolir l'edat d'or del seu desenvolupament cultural. A la seu imperial, el Palau de Topkapı, s'administraven centenars de societats artístiques imperials anomenades Ehl-i Hiref o «comunitat de talents». Després d'un període d'aprenentatge, els artistes i artesans podien aconseguir promocionar-se dins del seu gremi i se'ls pagava salaris estipulats en quatre lliuraments anuals. Els registres nominals que ens han arribat testimonien l'intens mecenatge que Solimà exercia sobre les arts. El document més antic, de 1526, llista 40 societats amb més de 600 membres. Les Ehl-i Hiref atreien a la cort als artesans amb més talent de l'imperi, tant del món islàmic com dels territoris que s'anaven conquerint a Europa, donant com a resultat un gresol on convivien les cultures islàmica, turca i europea. Entre els artesans al servei de la cort hi havia pintors, enquadernadors, pelleters, joiers i artesans de l'or. Mentre que els anteriors governants havien estat influenciats per la cultura persa (el pare de Solimà, Selim I, escrivia poesia en persa), el mecenatge de Solimà sobre les arts consolidà el mateix llegat artístic de l'Imperi Otomà.
El mateix Solimà era un poeta notable que escrivia en persa i en turc, i ho feia sota el pseudònim artístic de Muhibbi (Amant). Alguns dels versos de Solimà han arribat a convertir-se en proverbis turcs, com per exemple Tots busquen la mateixa resposta, però hi ha moltes versions d'una mateixa història. Quan el seu fill Mehmed va morir el 1543, va compondre un commovedor cronograma per commemorar aquest any: Sense rival entre els prínceps, el meu sultà Mehmed.
El poema més famós de Solimà és el següent:
| «          | Riquesa i poder és el que tots consideren com la millor sort, Però en aquesta vida una mica de salut és el millor. Allò que els homes anomenen govern és una lluita mundana i una batalla constant; El més alt tron està en la lloança de Déu, la més feliç de les condicions. | » |
| — Solimà I | |   |

A banda de la mateixa obra de Solimà, molts altres grans talents encimbellaren el món literari durant el seu govern, entre els quals destaquen Fuzuli i Baki. L'historiador literari E.J.W. Gibb va arribar a afirmar que «no hi va haver una altra època, ni tan sols en la moderna Turquia, en la qual es donés més suport a la poesia que durant el regnat d'aquest sultà.»
Solimà també va ser conegut per sustentar una sèrie de desenvolupaments arquitectònics monumentals en el seu imperi. Va intentar transformar Istanbul en el centre de la civilització islàmica amb una sèrie de projectes que incloïen ponts, mesquites, palaus i diferents edificis amb finalitats socials i de caritat. La major part van ser construïts pel principal arquitecte del sultà, Mimar Sinan, amb el qual l'arquitectura otomana va assolir el seu zenit. Sinan va ser el responsable de més de tres-cents monuments repartits per tot l'imperi, que inclouen les seves dues obres mestres, la mesquita de Solimà i la mesquita de Selim, aquesta darrera construïda a Edirne durant el regnat del fill de Solimà, Selim II. Solimà també va restaurar la Cúpula de la Roca a Jerusalem i els murs de la ciutat de Jerusalem, que actualment encara limiten la Ciutat Vella. També va renovar la Kaaba de la Meca i va construir un gran complex arquitectònic a Damasc.

## Vida personal

### Hurrem Sultan

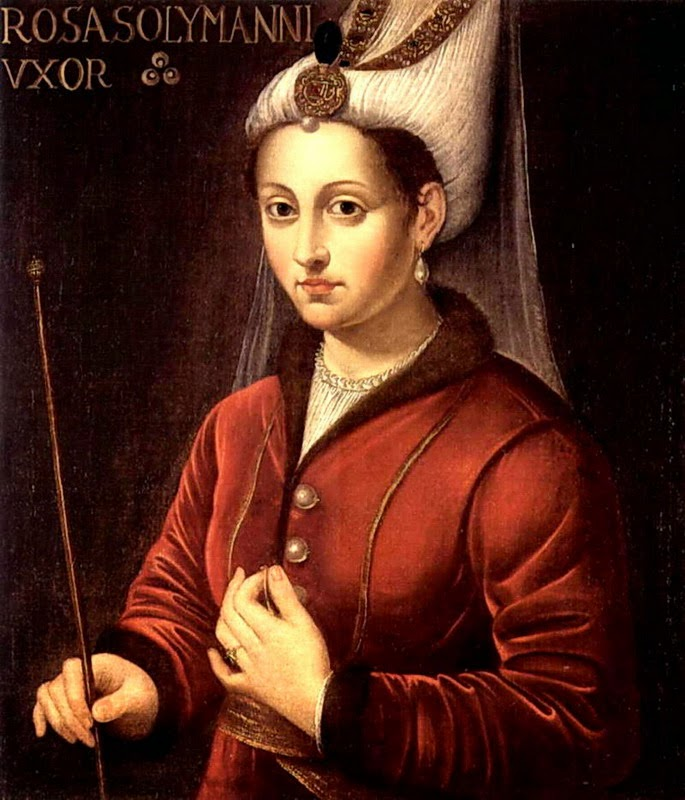
Retrat de Hürrem Sultan (Roxelana) del.

Solimà estava enamorat de Hurrem Sultan, una noia de l'harem d'origen rutè. Els dignataris estrangers occidentals, fent-se ressò dels rumors de palau que circulaven sobre ella, l'anomenaven «Russelazie» o «Roxelana», en referència al seu origen eslau. Filla d'un sacerdot ucraïnès ortodox, va ser raptada i criada dins l'harem i va convertir-se en la favorita del sultà. Trencant amb dos segles de tradició otomana, una antiga concubina va convertir-se en l'esposa legal del sultà, cosa que cridà l'atenció dels habitants del palau i de la ciutat. També es va permetre que Hurrem Sultan es quedés amb Solimà a la cort durant tota la seva vida, trencant una altra tradició que deia que quan els hereus imperials assolien la majoria d'edat, se'ls enviava juntament amb la seva mare a governar les remotes províncies de l'imperi, de manera que no tornessin mai llevat que la seva progènie entrés en la successió al tron. Amb el pseudònim de Muhibbi, Solimà, li va dedicar aquest poema:
| « | Tron del meu Mihrab solitari, el meu bé, el meu amor, la meva lluna. La meva amiga més sincera, la meva confident, la meva pròpia existència, la meva Sultana, el meu únic amor. La més bella de les belles ... La meva primavera, la meva estimada de cara alegre, la meva llum del dia, el meu cor, la meva fulla joiosa... La meva flor, la meva dolça, la meva rosa, l'única que no em torba en aquest món ... La meva Istanbul, la meva Karaman, la terra de la meva Anatòlia La meva Badakhxan, la meva Bagdad i la meva Khorasan La meva dona de formosos cabells, la meva estimada de cella corbada, la meva estimada d'ulls perillosos ... Sempre cantaré les teves virtuts Jo, l'amant de cor turmentat, Muhibbi amb els ulls desbordats de llàgrimes, jo sóc feliç. | » |

### Ibrahim Pasha
Pargalı İbrahim Pasha va ser l'amic d'infància de Solimà. Ibrahim era d'origen grec ortodox i va ser educat en la seva joventut a l'Escola de Palau sota el sistema devshirme. Solimà el va nomenar falconer i més tard el va ascendir a primer oficial de la Cambra Reial. Ibrahim Pasha va arribar a ser Gran Visir el 1523 i comandant en cap de tots els exèrcits. Solimà també el va nomenar Beylerbey de Rumeli, atorgant-li autoritat sobre tots els territoris turcs a Europa, així com la direcció de les tropes que hi residien durant períodes de guerra. Segons un cronista del segle xvii, Ibrahim li havia demanat a Solimà que no li assignés càrrecs tan importants per por de la seva pròpia seguretat, per la qual cosa Solimà li va garantir que sota el seu mandat Ibrahim mai seria condemnat a mort, passés el que passés.
Malgrat tot, Ibrahim va acabar perdent el favor del Sultà. Durant els seus tretze anys com a Gran Visir, el seu ràpid ascens al poder i la immensa acumulació de riquesa li havien fet guanyar-se molts enemics a la cort del sultà. A aquest li van arribar rumors de la supèrbia d'Ibrahim durant una campanya contra l'Imperi Safàvida; en concret, l'adopció del títol de Serasker Sultan (cap de l'exèrcit) es va considerar com una greu ofensa contra el monarca.
Les sospites de Solimà sobre Ibrahim empitjoraren amb una disputa entre aquest i el Ministre de Finances Iskender Chelebi. L'enfrontament va acabar amb l'acusació contra Chelebi per conspiració i Ibrahim intentà convèncer Solimà perquè el sentenciés a mort. Abans de ser executat, les últimes paraules de Chelebi van ser per acusar Ibrahim de conspiració contra el Sultà. Aquestes paraules d'agonia van convèncer Solimà de la deslleialtat d'Ibrahim, i el 15 de març de 1536 es va trobar el seu cos inert al Palau Topkapi.

## Successió

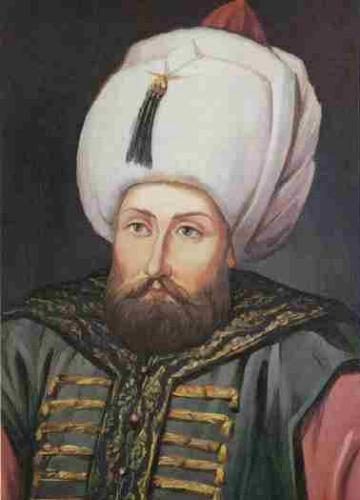
Selim II, fill de Solimà i de Roxelana, va esdevenir sultà a la mort del seu pare després d'imposar-se al seu germà Baiazet.

Les dues esposes de Solimà li van donar vuit fills i dues filles. Dels seus fils, almenys quatre van poder aspirar a la successió en algun moment: Mustafà, Selim, Baiazet, i Jihangir. D'aquests, únicament Mustafà no era fill de Hurrem, sinó de Mahidevran i, per tant, precedia els fills de Hurrem en l'ordre de successió. Hurrem va ser conscient que si Mustafà es convertia en sultà, els seus fills corrien perill de mort. Tanmateix, Mustafà va ser reconegut com el més talentós de tots els germans i va ser defensat pel gran visir Pargali Ibrahim Paixà. L'ambaixador d'Àustria, Busbecq, en parlar dels «principals dons naturals» de Mustafà va remarcar:
| « | Solimà té un fill anomenat Mustafà, meravellosament ben educat i prudent i en edat de governar, ja que té 24 o 25 anys; que Déu mai no permeti que un bàrbar de tal envergadura caigui sobre nosaltres». | » |

A Hurrem se la sol considerar, almenys en part, com a responsable de les intrigues en el nomenament del successor. Encara que era dona de Solimà, no va exercir cap paper públic oficial com moltes de les seves contemporànies europees. Això, però, no va impedir a Hurrem exercir una poderosa influència política. Atès que l'Imperi mancava de mitjans formals per a la designació d'un successor, la successió solia involucrar la mort de prínceps rivals per evitar disturbis civils i revoltes. Per intentar evitar l'execució dels seus fills, Hurrem va utilitzar la seva influència per eliminar aquells que donaven suport l'accés de Mustafà al tron.
Així, en les lluites del poder aparentment instigades per Hurrem, Solimà havia fet assassinar Ibrahim i el va reemplaçar per un gendre que comptava amb la seva simpatia, Rustem Paixà. El 1552, quan va iniciar-se la campanya a Pèrsia i Rustem va ser nomenat comandant en cap de l'expedició, s'iniciaren les intrigues contra Mustafà. Rustem va enviar un dels homes de més confiança de Solimà a enviar-li el missatge que, atès que no estava al capdavant de l'exèrcit, els soldats pensaven que havia arribat el moment de posar un jove príncep al tron. Al mateix temps, va difondre el rumor que Mustafà s'havia demostrat receptiu a la idea.
Preocupat pel que creia que eren els plans de Mustafà per reclamar el tron, l'estiu següent Solimà el va convocar a la seva tenda, assenyalant que «hauria de capaç d'aclarir els crims dels quals se l'acusava i que no tenia res a témer». Mustafà es va trobar d'una difícil elecció: o bé es presentava davant el seu pare sota el risc de ser assassinat, o, si es negava a assistir-hi, seria acusat de traïció. Finalment, Mustafà va optar per entrar a la tenda del seu pare, confiant en què el suport de l'exèrcit el protegiria. Busbecq, que afirmà haver escoltat el relat d'un testimoni ocular, descriu els moments finals de Mustafà. Quan aquest va entrar a la tenda, els eunucs de Solimà el van atacar, i el jove príncep es defensà amb força. Solimà, allunyat de la lluita només per les cortines de lli de la tenda de campanya, va travessar la cambra i va «dirigir ferotges i amenaçadores mirades als atacants, i mitjançant gestos amenaçadors els va reprendre severament la seva vacil·lació. Tot seguit, els eunucs alarmats, redoblaren els seus esforços, van llançar l'infeliç Mustafà a terra i, enrotllant-li una corda al voltant del coll, l'estrangularen.»
Jihangir va morir ressentit només uns mesos després de rebre la notícia de l'assassinat del seu germanastre. Als dos germans supervivents, Baiazet i Selim, se'ls va donar llocs de comandament en diferents parts de l'imperi. Després d'uns anys, però, va esclatar la guerra civil entre els germans, cadascun d'ells secundat per les seves forces lleials. El 1559, amb l'ajut de l'exèrcit del seu pare, Selim va derrotar Baiazet a Konya, que hagué de buscar refugi en territori persa juntament amb els seus quatre fills. Després de converses entre diplomàtics, el Sultà exigí al Xa de Pèrsia que Baiazet fos extradit o executat. A canvi d'una elevada suma d'or, el Xa va permetre que un botxí turc estrangulés Baiazet i els seus quatre fills, facilitant el camí de la successió de Selim al tron set anys més tard. El 5 o el 6 de setembre de 1566, Solimà s'havia unit a una expedició a Hongria i va morir poc abans de la victòria otomana al setge de Szigetvár. Selim II es convertiria així en l'onzè sultà de l'Imperi Otomà.

## Llegat

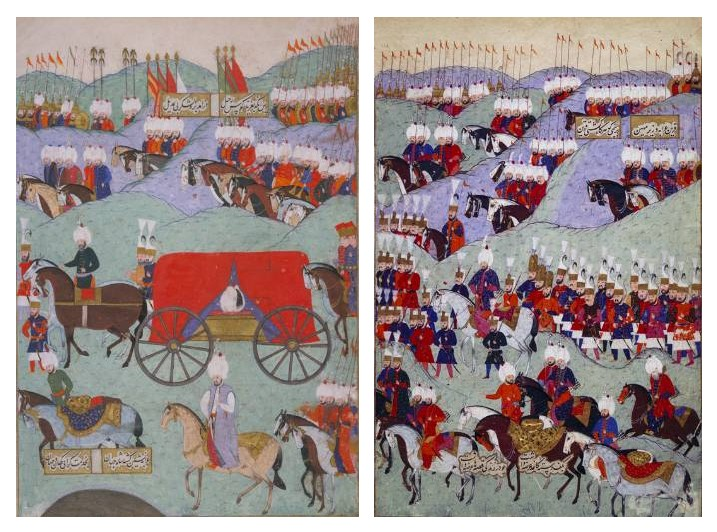
El funeral de Solimà representat en un llibre sobre la història del monarca (1579)

A la mort de Solimà, l'Imperi Otomà, amb una potència militar sense rival i una gran riquesa i extensió territorial, era la potència més gran del món. Les conquestes de Solimà van posar sota el control de l'imperi les principals ciutats musulmanes (com La Meca, Medina, Jerusalem, Damasc i Bagdad), moltes províncies balcàniques, part dels territoris les actuals Croàcia i Àustria, i la major part del nord d'Àfrica. La seva expansió per Europa va donar als turcs otomans una important presència en les lluites de poder del continent.
Durant el regnat de Solimà, tal era la por que existia en alguns sectors per relació a la força de l'Imperi Otomà, que l'ambaixador austríac Busbecq va arribar a advertir de la imminent conquesta d'Europa:
| « | En el bàndol turc estan els recursos d'un poderós imperi, una força inigualable, l'habituació a la victòria, la resistència, unitat, disciplina, frugalitat i vigilància ... Podem dubtar de quin serà el resultat? Quan els turcs s'hagin assentat a Pèrsia, se'ns llençaran al coll recolzats pel poder de tot l'Orient; no m'atreveixo a reconèixer la nostra manca de preparació. | » |

El llegat de Solimà no va ser únicament en l'àmbit militar. Un segle després del seu regnat, el viatger francès Jean de Thévenot, va ser testimoni de la «forta base agrícola del país, el benestar dels pagesos, l'abundància d'aliments bàsics, i la preeminència de l'organització establerta pel govern de Solimà». Les reformes administratives i legals que li van donar el nom de «legislador» van garantir la supervivència de l'imperi molts anys després la seva mort, un assoliment que, segons Lamb, «va necessitar moltes generacions d'hereus decadents per arribar a desfer-se».
Mitjançant el seu mecenatge personal, Solimà també va presidir l'edat d'or de l'Imperi Otomà, el que representa el zenit dels èxits culturals dels turcs otomans en l'àmbit de l'arquitectura, la literatura, l'art, la teologia i la filosofia. Actualment, l'horitzó del Bòsfor, i de moltes ciutats de la Turquia moderna i de l'antiga província otomana, encara estan marcats per les obres arquitectòniques de Mimar Sinan. Una d'elles, la Mesquita de Solimà, és el mausoleu del mateix sultà i la seva esposa Hurrem Sultan.